# Guido Melli
Guido Melli (Ferrara, 14 maggio 1900 – Milano, 2 dicembre 1985) è stato un patologo e immunologo italiano.
Tra gli anni venti e gli anni trenta, la sua intensa attività di ricerca lo portò ai primi studi sull'anafilassi e sull’angioed. Diede un contributo significativo nel campo delle malattie allergiche e sviluppò un rigoroso approccio alla semeiotica, integrandola con metodologie strumentali per la diagnosi. Questi risultati conferirono allo studioso italiano un'ampia notorietà in ambito nazionale, tanto che fu annoverato tra i fondatori della Società italiana allergologica.

## Biografia

### I primi anni
Melli nacque in una famiglia ebrea di commercianti il 14 maggio 1900. Figlio di Vittorio e Regina Levi, fu educato dalla madre fin dall'infanzia al rispetto dei precetti ebraici. Come era consuetudine nelle famiglie benestanti di Ferrara, frequentò le scuole cittadine e si iscrisse al Liceo Classico Ludovico Ariosto, diplomandosi a soli diciassette anni. Proseguì gli studi iscrivendosi nel 1917 alla Facoltà di Medicina e Chirurgia di Ferrara, dove si distinse subito per la spiccata abilità in sala settoria. Nel frattempo, sotto la guida del professor Nazareno Fiberti, condusse i primi studi sperimentali nel Laboratorio di Patologia generale. Al terzo anno di corso si trasferì presso l’Università degli Studi di Firenze, dove fu allievo interno nell’Istituto di Patologia Speciale Medica e Metodologia Clinica, diretto dal professor Cesare Frugoni. Presso questo istituto, il 17 luglio 1923, si laureò a pieni voti con lode, discutendo una tesi sperimentale sull'urobilinuria.

### La carriera

#### I primi lavori
Dopo aver assolto gli obblighi di leva ed essere stato confermato medico interno presso l'Istituto fiorentino, nel biennio 1924-1925 si perfezionò all'Ospedale universitario della Charité di Berlino. Durante l'esperienza biennale in Germania, si dedicò allo studio della chimica fisiologica sotto la guida del professor Paul Rona e si formò anche con il professor Leonor Michaelis, concentrandosi in particolare su emoblastosi  e ipertensione. Ritornato a Firenze, divenne assistente del professor Frugoni presso l’Istituto di Patologia Medica. Nel 1927 seguì Frugoni presso la Clinica Medica generale di Padova e nel 1931 presso quella di Roma. Durante questi anni ricoprì diversi incarichi, tra cui aiuto ospedaliero, assistente universitario e aiuto universitario. Si impegnò nella ricerca in vari ambiti della medicina, con particolare attenzione agli studi allergologici. Divenuto socio fondatore della Società italiana di allergologia, nel 1935 fu nominato professore straordinario presso la Clinica medica generale dell'Università degli Studi di Parma, di cui assunse anche la direzione. Nel 1938, dopo aver ottenuto la nomina a professore ordinario, fu presto allontanato dalla cattedra, poiché il 5 settembre entrò in vigore il Regio decreto-legge n. 1390, che imponeva l'espulsione di studenti e docenti ebrei dalle scuole italiane.

#### Gli anni del Nazismo
A seguito delle leggi razziali del 1938, Guido Melli, di origine ebraica, fu costretto all'esilio dal Regio Esercito e trascorse gli anni della seconda guerra mondiale (1938-1945) in diverse località estere, tra cui la Svizzera e gli Stati Uniti. Rientrò in Italia nel 1945, e nel 1946 fu nominato professore straordinario di Patologia Speciale Medica e metodologia clinica presso l'Università degli Studi di Parma, assumendo contestualmente la direzione dell'Istituto clinico annesso all'Ospedale Maggiore.

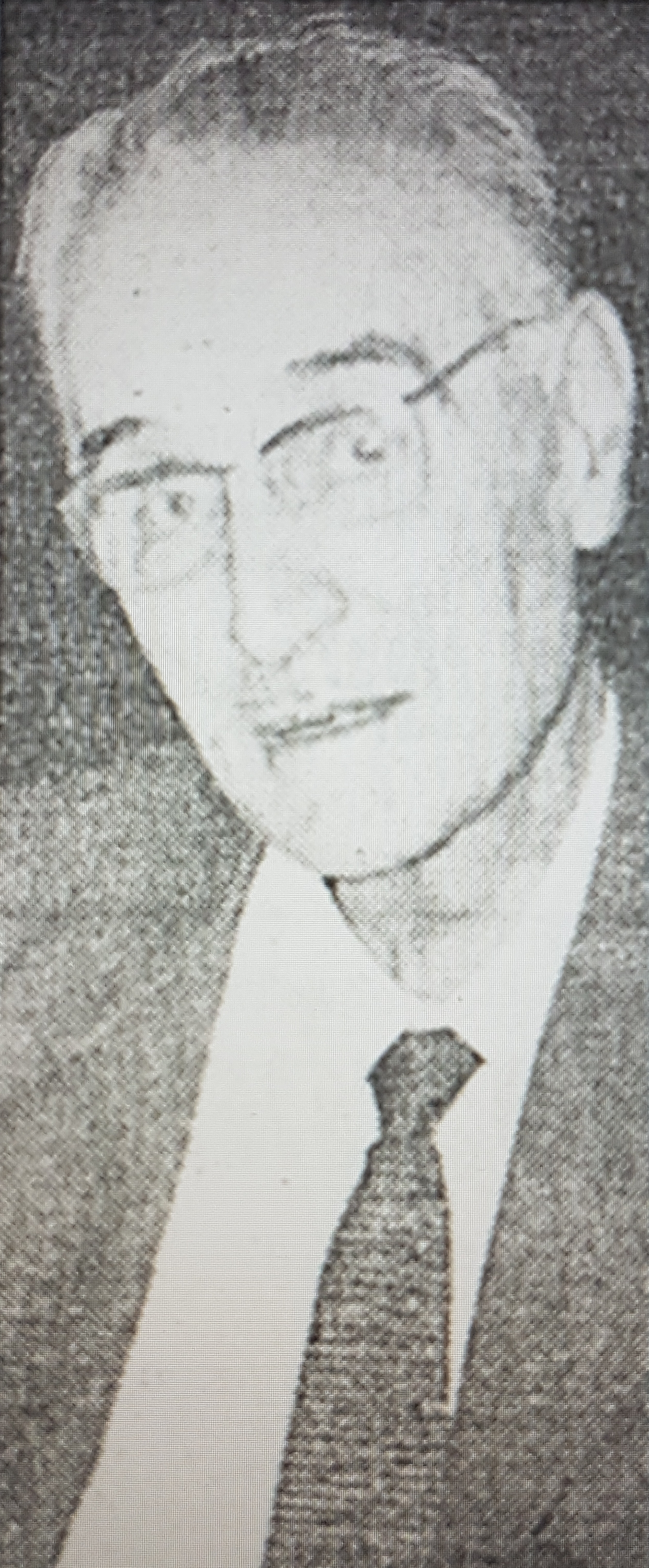
Foto di Guido Melli, dal Corriere della Sera, 1971

#### Gli anni a Milano
Il 1º dicembre 1949, Melli fu chiamato all'Università degli Studi di Milano per ricoprire la cattedra di Patologia medica, divenendo anche direttore di un reparto di medicina interna presso l'Ospedale Luigi Sacco. Successivamente, tra il 1966 e il 1967, ottenne anche la cattedra di Clinica medica. Nel 1968, in collaborazione con il suo gruppo di ricerca della Clinica medica universitaria, Melli compì una scoperta di rilevanza internazionale: l'utilità della globulina anti-linfocitaria nella prevenzione del rigetto nei trapianti renali. Questa scoperta rappresentò un progresso significativo nel campo dei trapianti d'organo. A Milano, Melli istituì la scuola di specializzazione in nefrologia medica e nel 1969 contribuì, insieme a colleghi dell'Istituto di Clinica chirurgica, alla fondazione del primo centro di emodialisi della città. La sua riconosciuta autorevolezza e il costante impegno scientifico lo portarono a ricoprire posizioni di prestigio in diverse società scientifiche: dal 1953 al 1972 fu membro del consiglio direttivo della Società Italiana di Medicina Interna (SIMI), e nel triennio 1965-1968 fu presidente della Società italiana di allergologia, dirigendo contestualmente la rivista bimestrale Folia Allergologica. Melli fu inoltre fondatore della Società Italiana di Immunologia e Immunopatologia e direttore della rivista Italian Journal of Immunology and Immunopathology della stessa società. Durante il periodo milanese, i suoi interessi di ricerca si concentrarono principalmente sull'immunologia e sull'ipertensione.

#### Le dimissioni dalla Società Italiana di Allergologia e la fusione dell’immunologia con l'allergologia
La storia dell’allergologia e immunologia clinica in Italia affonda le sue radici nei primi decenni del XX secolo, grazie agli studi pionieristici sulle allergie condotti da Cesare Frugoni, Giuseppe Sanarelli e Amilcare Zironi. Queste ricerche suscitarono notevole interesse nella comunità scientifica, portando alla fondazione di una delle prime riviste europee dedicate all'allergologia: I Quaderni dell’Allergia. La Società Italiana di Allergologia, punto di riferimento per gli allergologi e studiosi di diverse discipline biologiche e cliniche, si prefiggeva di organizzare con cadenza biennale i Congressi Nazionali, a partire dall'edizione del 1954, e di promuovere la partecipazione italiana ai consessi internazionali. A partire dal 1967, all’interno della Società si valutò l'opportunità di un cambio di denominazione. Il nome allora in uso appariva limitativo di fronte ai progressi dell’immunologia clinica, che stavano evidenziando sempre più la stretta correlazione con l'allergologia. Si propose quindi la modifica in “Società Italiana di Allergologia e Immunologia”. Un referendum interno e la valutazione di esperienze di altre società scientifiche italiane ed estere precedettero l’Assemblea dei Soci del 1968, che respinse la proposta. La motivazione principale fu la riluttanza a includere l'immunologia nella denominazione, percepita come disciplina distinta. L’Assemblea auspicò tuttavia la creazione di una Società Italiana di Immunologia autonoma.
Il mancato cambiamento di nome spinse il professor Guido Melli, Presidente dal 1965, e il Consiglio Direttivo a rassegnare le dimissioni. La riorganizzazione della Società fu affidata al professor Umberto Serafini, nominato Commissario Straordinario, che si attivò per formare un nuovo Consiglio direttivo. Contemporaneamente, la crescente comprensione del ruolo dei meccanismi immunologici in varie patologie rafforzava il legame tra allergologia e immunologia, riaprendo il dibattito sulla denominazione.
La proposta di modifica, ripresentata dal professor Umberto Serafini durante un’Assemblea Straordinaria del 1969, si fondava sulla convinzione che l'ampliamento della denominazione avrebbe favorito lo sviluppo di entrambe le discipline. Questa volta la mozione fu approvata a larga maggioranza, sancendo la nascita della Società Italiana di Allergologia e Immunopatologia Clinica. Di conseguenza, anche l'organo ufficiale subì una trasformazione e, dal 1974, assunse la denominazione Folia Allergologica et Immunologica Clinica, rinnovandosi nella veste editoriale e ampliando il Comitato Editoriale Internazionale."
L’inserimento dell’allergologia e dell’Immunologia Clinica tra le discipline ospedaliere ha permesso il riconoscimento della figura ospedaliera dell'Allergologo e Immunologo Clinico, e l’istituzione di Servizi e Divisioni di allergologia e immunologia Clinica, con la conseguente costruzione delle rispettive carriere ospedaliere. Nel biennio 1989-1991 venne creato il Giornale Italiano di Allergologia ed Immunologia Clinica, continuazione ideale di Folia Allergologica et Immunologica Clinica, che oltre a rappresentare uno strumento di informazione, si proponeva di competere con le più qualificate riviste specialistiche straniere.

### Gli ultimi anni e la morte
Nel 1977, dopo il collocamento a riposo per raggiunti limiti di età, fu insignito dell'onorificenza di Grande Ufficiale al merito della Repubblica italiana e nominato Professore Emerito dell'Università di Milano. Si spense il 2 dicembre 1985 nella sua abitazione milanese di corso Italia, a causa di una grave malattia diagnosticata alcuni anni prima. È tumulato in un colombaro del cimitero di Bruzzano. Il necrologio del Corriere della Sera lo ricordava come allievo di Cesare Frugoni, di cui aveva raccolto l'eredità scientifica, e pioniere, in collaborazione con il professor Malan, del trapianto renale in Italia. Noto anche per i suoi studi sull'ipertensione, aveva volontariamente lasciato nel 1970 la cattedra di Chimica medica per divergenze sui metodi didattici e sugli esami collegiali.

## Onorificenze
- Medaglia d’oro Guido Baccelli al merito clinico;
- Medaglia d’oro della Fondazione Alessandro Volta al merito per la terapia clinica;
- Grande Ufficiale al merito della Repubblica italiana;
- Nomina di Professore Emerito dell’Università di Milano.

## Opere
- Alberto M. Bertolini, Enrico Malizia e Guido Melli, Gli elettroliti in biologia ed in medicina, Casa editrice ambrosiana, 1951.
- Guido Melli, Allergia malattie allergiche e allergosimili, Casa Editrice Dr. Francesco Vallardi, 1959.
- Guido Melli e Domenico Mazzei, Le immunoglobuline: aspetti strutturali e funzionali, Istituto sieroterapico milanese S. Belfanti, 1967.